# Abrolhos Archipel
De Abrolhos Archipel ook wel Abrolhos Eilanden genoemd, is een groep van vijf eilandjes aan de kust van de staat Bahia in het zuidoosten van Brazilië. De naam zou komen van het Portugese woord "abrolho" wat betekent scherpe rots of zandbank.
De eilanden werden ontdekt door baron Albin Roussin en tijdens een tweede reis van de Beagle werden ze volledig in kaart gebracht door kapitein Robert FitzRoy vanwege de gevaarlijke riffen. Tussen 27 en 30 maart 1832 bracht men alle riffen en gevaarlijke rotsen in kaart terwijl Charles Darwin de geologie, fauna en flora bestudeerde.
De koraalriffen en het ondiepe water zijn rijk aan leven. De onbewoonde eilanden zijn een broedplaats voor vele vogelsoorten en behoren daarom sinds 1983 tot het Marien nationaal park Abrolhos. Het is daarom streng verboden aan te meren op Ilha Guarita en Ilha Sueste.

## De eilanden
- Ilha de Santa Bárbara: het grootste eiland met een vuurtoren en post van de Braziliaanse Marine.
- Ilha Siriba: dit eiland is open voor bezoekers.
- Ilha Redonda
- Ilha Guarita: beschermd natuurgebied, toegang verboden
- Ilha Sueste: beschermd natuurgebied, toegang verboden